# Anders Johansson
Pour les articles homonymes, voir Johansson.
Anders Johansson, né le 25 mai 1962 à Göteborg en Suède, est un batteur suédois. Il est le fils de Jan Johansson, célèbre pianiste de jazz (1931- 1968), et le frère de Jens Johansson, claviériste de renom membre du groupe de power metal finlandais Stratovarius. Comme son frère, il s'est fait connaitre grâce à son travail sur les premiers albums du guitariste suédois Yngwie Malmsteen.

## Biographie
Anders Johansson est né en 1962 à Göteborg. Sans doute influencé par son père, le célèbre jazzman Jan Johansson, il se tourna vers la musique, et le piano fut son premier instrument. Cependant, à 14 ans, après un grave accident de vélo, il se mit à la batterie. Jeune adulte, Anders Johansson fit une école d’ingénieur, tout en jouant dans le groupe Silver Mountain, avec son frère Jens, le guitariste Jonas Hansson et le bassiste Per Stadin. Ils enregistrèrent leur premier album, le seul avec les frères Johansson, « Shakin’ Brains », en 1983. Cette année-là, Anders se rendit compte que la musique était plus importante pour lui que l’ingénierie, et décida de devenir musicien professionnel. Il déménagea aux États-Unis pour rejoindre son frère et Yngwie Malmsteen. Il enregistra cinq albums avec Malmsteen.
À partir de 1989, Anders Johansson participa à de nombreux projets, en majorité avec le bassiste Jonas Hellborg ( « E »), Benny Jansson (« Virtual Humanity »), en solo (« Shu-Tka ») et avec son frère Jens (« The Johansson Brothers »). En 1999, il remplaça Patrik Räfling dans le groupe suédois HammerFall lors de la tournée “The Legacy”. Tout d’abord musicien de session, il est désormais batteur à temps plein du groupe.

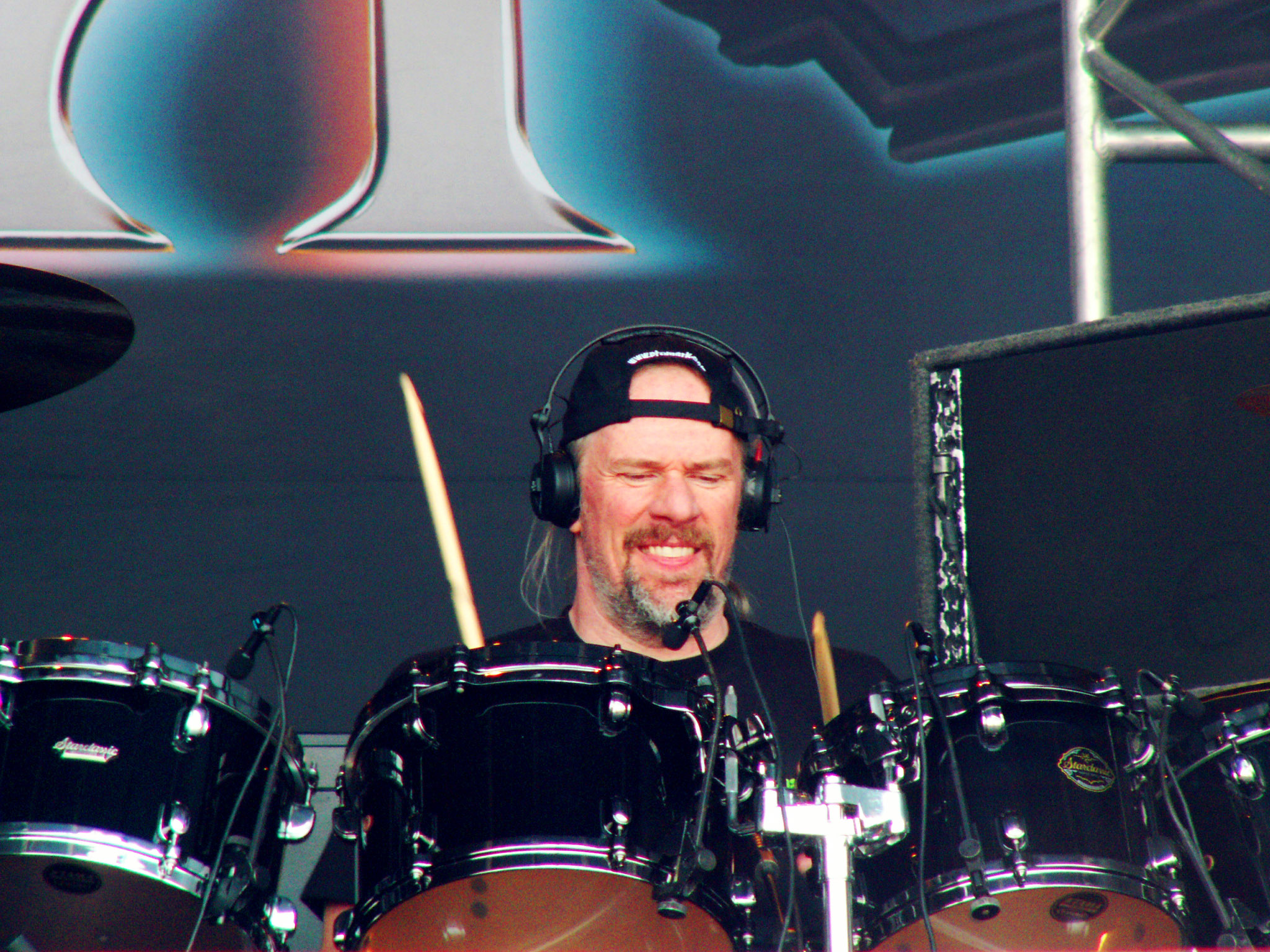
Anders Johansson au Hellfest 2011

Il est cofondateur du label Heptagon Records AB avec son frère, afin de promouvoir leurs albums, ceux de leur père ainsi que les disques de Benny Jansson et d’autres. 
De 2019 à 2023,il est le batteur du groupe de power metal américain Manowar.

## Discographie
Avec Silver Mountain :
- Shakin' Brains (1983)
- Breaking the Chains (2001)

Avec Yngwie Malmsteen :
- Marching Out (1985)
- Live in Tokyo (1985)
- Trilogy (1986)
- Odyssey (1988)
- Trial by Fire: Live in Leningrad (1989)
- Inspiration (1996)

En solo, side projects ou avec Jens Johansson :
- Blue Murder: Cry for love (1990)
- Jens Johansson: Fjäderlösa Tvåfotingar (1991)
- Sökarna: Sound track (tracks with Chilly White and Power United)
- Billionaires Boys Club: Something Wicked Comes (1993)
- Johanssons/Allan Holdsworth: Heavy Machinery (1996)
- Svullo: Radio KRM (1996)
- Martin Svensson: Pojkdrömmar (1997)
- Anders Johansson: Red Shift (1997
- Jens Johansson: Fission (1998)
- Mansson: Arch of Decadence (1997)
- Aces High: Pull no punces (1998)
- Johansson: Sonic Winter/Johansson Bros (1998)
- Johansson: The Last Viking (1999)
- Benny Jansson: Flume Ride (1999)
- A. Johansson & J. Hydén : Elvis Pelvis (2000)
- Aces High: Forgive and forget (2001)
- Empire: Hypnotica (2001)
- Jason Becker trib: Warmth in the wilderness (2001)
- Yonna: Heartbeat(2002)
- Winterlong: The second coming (2003)
- Blackmore's castle: Space Truckin' (2003)
- Snake Charmer: Backyard Boogaloo (2003)
- Magnus Rosén: Imagine a place (2003)
- Mistheria: Messenger of the god (2004)
- Owe Thörnqvist: Recovered (2005)
- Empire: Trading Souls (2003)
- Narnia: The great fall (2003)
- Planet Alliance: Planet Alliance (2006)
- Time Requiem: Optical Illusion (2006)
- Janne Stark: Mountain of Power (2007)
- Jonas Hellborg, V. Selvaganesh, IA Eklundh, Jens Johansson: Art Metal (2008)
- Geff: Land of the free (2009)
- Full Force: One (2011)
- Full Force: Next level (2012)
- Joacim Cans: Nu kan mörkret falla (2013)
- Jens and Anders Johansson: Live in Sweden (2014) (On Cd Baby, iTunes and Spotify)

Avec HammerFall :
- Renegade (2000)
- Crimson Thunder (2002)
- One Crimson Night (2003, live album)
- Chapter V: Unbent, Unbowed, Unbroken (2005)
- Threshold (2006)
- Steel meets Steel: Ten Years of Glory ("Best Of") (2007)
- No Sacrifice, No Victory (2009)

Avec Diablo Swing Orchestra :
- Borderline Hymns (EP) (2003)
- The Butcher's Ballroom (2006)
- Sing-Along Songs for the Damned & Delirious (2009)

## Ressources
- Heptagon Records AB
- Site officiel d'HammerFall
- Site officiel de Jens Johansson